# Mockbuster
Mockbuster, mot construit par analogie avec blockbuster, désigne dans le cinéma une réalisation plus ou moins inspirée d'une œuvre similaire mais à gros budget, en général directement distribué en format vidéo.

## Principe
Ce terme anglais s'applique à des productions ne bénéficiant pas des moyens de la version originale, tant en termes financier qu'humain (figurants).
Pour se faire connaître, leur lancement précède en général de quelques semaines le film principal, profitant du plan marketing prévu sur la « vraie » sortie, entretenant ainsi la confusion dans l'esprit du public par matraquage médiatique.
Ces films dits d'exploitation comportent souvent de nombreux effets spéciaux, et touchent un peu tous les genres : action, animation, aventure, fantastique, horreur.
Les grands studios concernés (« majors ») portent rarement plainte envers les auteurs de ces « doublons », dont les similitudes dépassent largement le cadre scénaristique, allant jusqu'à imiter l'affiche promotionnelle et le titre, modifiant juste quelques mots.

## Mockbuster

### Film d'animation
- la société allemande Dingo Pictures est la société la plus connue dans le Mockbuster d'animation
- A Pig Tales ↔ Spider Web, a Pig Tales
- Le Roi lion ↔  Little Lion King / Animated Japanese Lion's King
- Toy Story ↔ Toys (1995) / ?
- Fourmiz (Antz) ↔ An Ant's Life (1998) / ?
- Le Prince d'Égypte (1998) ↔ Les 10 commandements
- Le Monde de Nemo ↔  Finding Jesus  / Kingdom Under the Sea : Reino Submarin / A Fish Tale / Mission : Sauver L'Ocean / ?
- Stitch ! Le film ↔  The Little Alien ?
- Gang de requins ↔  Deep
- Monstres et Cie ↔  The Mold Monster
- Les Indestructibles ↔ US The Incredible
- L'Âge de glace ↔? / Ice Adventure (2015)
- Nos voisins, les hommes ↔ La Tribu des Hérissons
- Souris City ↔ ? / Gamba l'aventurier
- Chicken Run ↔ Free Birds (2013) / ?
- Shrek ↔  Fungus the Bogeyman / Donkey Xote (2007) / ?
- Cars ↔ The Little Cars (2007) / The Autobots (2015)
- Bienvenue chez les Robinson ↔ Luke, voyageur du temps / ?
- Ratatouille ↔ Ratatoing (2007) / ?
- Wall-E ↔ ? / F.R.E.D.1 (2018)
- Kung Fu Panda ↔ The Little Panda Fighter (2008) / ? / Chop Kick Panda (2011)  / The Legend of Kung Fu Rabbit (2011) / ?
- Robot ↔ Tiny Robots (2008) / ?
- Bee Movie : Drôle d'abeille ↔ Little Bee (2009) / ?
- Là-haut (Up) ↔ What's Up: Balloon to the Rescue (2009) / ↔  ?
- Monstres contre Aliens ↔ Panda Vs Aliens / Little & Big Monsters (2009) / ?
- La Princesse et la Grenouille (The Princess and the Frog) ↔ The Frog Prince (2009) / ?
- Raiponce ↔ ? / Tangled up
- Dragons ↔ How To Train a Dragon Warrior (2011) / ?
- Rio ↔ Drôle d'oiseau (2011) / ?
- Rango ↔ Ribbit / ?
- Le Chat potté ↔  Push in Boot : in Furry Tail
- Les Nouveau Héros ↔ ? / Superbook
- Madagascar 3 : Bons Baisers d'Europe (Madagascar 3: Europe's Most Wanted) ↔ Life's a Jungle: Africa's Most Wanted (2012)
- Hôtel Transylvanie ↔ Dixie contre les Vampire / ?
- Les Mondes de Ralph ↔  2D SuperHero / Barbie Vidéo Game Hero
- Les Cinq Légendes ↔ Mune, le gardien de la lune (2012) / ?
- Planes ↔ Petey / Wings / Plane with Brains / Plane
- Rebelle ↔ / Braver (2012) / Kiara the Brave (2013)
- La Reine des neiges (Frozen) ↔ La Légende de Sarila (Frozen Land) - 2013 / The Frozen World (N/A)
- Le Monde de Dory ↔ ? / Izzie's Way Home (2016)
- Zootopie ↔ Zodiac (annulé, 2014) / Le cirque Magique / ?
- Les Trolls ↔ Trolland (2016)
- Coco ↔ The Book of Life (2017) / DIa of the Dead
- Baby boss ↔ Les Aventures de Bella / ?
- Pierre Lapin ↔ Rabbit School Movie (2018)
- En Avant ↔ Homeward (2019)

### Film en prises de vues réelles
- La Guerre des mondes ↔ Les Envahisseurs de la planète rouge (1953)
- Alibaba et les 40 Voleurs ↔ ? / Alibaba et les 40 Voleurs (1991) ; Alibaba et les 40 Voleurs (2007) ; Alibaba and the Forthy Thief (2018)
- La Machine à explorer le temps (The Time Machine) ↔ Le Voyageur de l'espace (Beyond the Time Barrier) (1960)
- Star Wars : La guerre des Etoiles ↔ Starcrash : Le choc des étoiles / Battle Star Wars
- BladeRunner ↔ BubbleGum Crisis
- Chucky, la poupé de sang ↔ Mommy would never hurt you
- Forest Gump ↔ Forest Hump
- Le Parrain ↔ Pedita Durango (1997)
- La Planète des singes ↔ L'Armée des singes (1974)
- L'Exorciste (1974) ↔ Anneliese Exorciste
- Les dents de la mer ↔  Cruel Jaws / Virus Shark / Orca / Piranha / La Mort au large (1981)
- Indiana Jones ↔  Treasure of the Four Crowns / Alallan Quatterman
- Stars Wars ↔ Star Crash : Le Choc des étoiles (1978) / ?
- Superman ↔ Supersonic Man / L'Homme puma / Captain Barbell (1980)
- The Eyes of the Tiger ↔ Busey's Eyes of the Tiger
- Scarface ↔ Interface
- Les Dents de la mer 3 ↔ Le Monstre de l'océan rouge (1984)
- Gremlins ↔ Where Here ! Gremlins / Hobgoblins
- Terminator ↔ Lady Terminator (en) (1988) / ?
- Retour vers le Futur ↔ Mimzy, le messager du futur (2007)
- Dirty Dancing ↔ Very Dirty Dancing / ?
- Qui veut la peau de Roger Rabbit ↔ Cool World (1992)
- E.T ↔ Mac et Moi (1988)
- Terminator ↔ ? / The Terminators (2009)
- RoboCop ↔ R.O.T.O.R. (en) (1987) / Cyborcop / Robowar (N/A)
- Maman, j'ai raté l'avion ↔  Bone Alone
- Jurassic Park ↔ Carnosaur (1993) ↔ Jurassic Trash (1998)
- BraveHeart ↔ RobRoy (1996)
- Men in Black ↔ Men in Black International
- Batman ↔ Yarasa adam - Betmen
- Matrix ↔ Equilibrium
- X-Men (Film) ↔ Mutant X
- Wonderwoman ↔ Wonder Princess / Darna
- Titanic ↔ ? / Titanic II (2010)
- Gladiator ↔ Game of Rome : Les jeux de l'empire (2001)
- Troie ↔ Troja : Die Odyssey
- Harry Potter / Hari Puttar: A Comedy of Terrors / The Mystical Adventures of Billy Owens (2008)
- Spider Man ↔ ? / Super Hero Movie (2008) / ?
- Le seigneur des anneaux ↔ Max Magician and the Legend of the Rings / ?
- War of the Worlds ↔  H. G. Wells' War of the Worlds (2005)
- King Kong ↔ Le Seigneur du monde perdu (2005) / ?
- Land of the Dead ↔ Legion of the Dead (2005)
- Kingdom of Heaven ↔  Arn, chevalier du Temple
- Le monde de Narnia ↔ ? / Albion, le cheval magique
- Des serpents dans l'avion (Snakes on a Plane) ↔ Snakes on a Train (2006)
- Da Vinci Code ↔ ? / The Da Vinci Treasure (2006)
- Terreur sur la ligne (When a Stranger calls) ↔ When a Killer Calls (2006)
- Pirates des Caraïbes : Le Secret du coffre maudit ↔ Pirates of Treasure Island (2006) / ?
- La colline a des yeux (The Hills Have Eyes) ↔ Hillside Cannibals (2006)
- The Exorcism of Emily Rose ↔ Exorcism: The Possession of Gail Bowers (2006)
- The Omen ↔ 666: The Child (2006)
- Eragon ↔ Dragon (2006)
- Les Quatre Fantastique ↔ Los ilusionautas
- Transformers ↔ Robot War (Transmorphers) et Gladiformers (pt) (2007)
- Hitcher ↔ The Hitchhiker (2007)
- Halloween ↔ Halloween Night (2007)
- La colline a des yeux 2 ↔ The Woods have eyes (2007)
- Aliens vs. Predator: Requiem ↔ Alien vs Hunter (2007)
- Invasion ↔ Invasion of the Pod People (2007)
- Jack Van Slam ↔ Tomb Raider
- Je suis une légende (I Am Legend) ↔ I Am Omega (2007)
- 10 000 ↔ Jurassic Commando (100 Million BC) (2008)
- Indiana Jones et le Royaume du crâne de cristal ↔ Allan Quatermain et le Temple perdu (Allan Quatermain and the Temple of Skulls) (2008)
- Course à la mort (Death Race) ↔ Death Racers (2008)
- Voyage au centre de la Terre ↔ Voyage au centre de la Terre (2008)
- Cloverfield ↔ Monster (2008)
- Speed Racer ↔ Street Racer - Poursuite infernale (2008)
- Iron Man ↔ Metal Man (ja)  (2008) / Iron Soldier (2010)
- High School Musical 3 : Nos années lycée ↔ Sunday School Musical (2008)
- Le Jour où la Terre s'arrêta (The Day the Earth Stood Still) ↔ The Day the Earth Stopped (2008)
- Dragon Ball Evolution ↔ DragonQuest : Le réveil du Dragon (2009)
- Avatar, le dernier maître de l'air ↔ Master Raindrop (2008)
- Le Monde (presque) perdu (Land of the Lost) ↔ Lost time, Monde perdu (The Land That Time Forgot) (2009)
- Fired Up ↔ Number 1 Cheerleader Camp (2009)
- 40 ans, toujours puceau (The 40 Year-Old Virgin) ↔ 18 Year Old Virgin (2009)
- Avatar ↔ Les Chroniques de Mars (2009) / ? / Jungle Master (2013)
- Le Dernier Rite (The Haunting in Connecticut) ↔ Haunting of Winchester House (2009)
- Terminator Renaissance ↔ The Terminators (2009)
- Transformers 2 (Transformers: Revenge of the Fallen) ↔ Transmorphers: Fall of Man et Gladiformers 2 (pt) (2009)
- Sherlock Holmes ↔ Sherlock Holmes : Les Mystères de Londres
- 2012 ↔ 2012 Supernova (2009)
- Paranormal Activity ↔ Paranormal Entity (2009)
- Jonah Hex et True Grit ↔ 6 Guns (2010)
- Prince of Persia : Les Sables du Temps et Le Choc des Titans ↔ The 7 Adventures of Sinbad (2010)
- Paranormal Activity 2 ↔ 8213: Gacy House (2010)
- High School Musical ↔ Sunday School Musical (2010)
- High School Musical 2 ↔ Sunday School Musical
- Piranha 3D ↔ Mega Piranha (2010)
- Sherlock Holmes ↔ Sherlock Holmes : Les Mystères de Londres (2010)
- Thor ↔ Almighty Thor (2011)
- Paranormal Activity 3 ↔ Anneliese: The Exorcist Tapes (2011)
- World Invasion: Battle Los Angeles ↔ Last Days of Los Angeles (2011)
- Les Trois Mousquetaires (The Three Musketeers) ↔ 3 Musketeers (2011)
- Rango ↔ Ribbit
- Fast and Furious 5 ↔ 200 mph (2011)
- Eleven (11-11-11) ↔ 11/11/11 (2011)
- Blanche-Neige et le Chasseur et Blanche-Neige ↔ La Fantastique histoire de Blanche-Neige (2012)
- Abraham Lincoln, chasseur de vampires ↔ Abraham Lincoln, tueur de zombies (2012)
- Le Hobbit ↔ The age of the Hobbit (2012)
- Prometheus ↔ Alien Origin (2012)
- Paranormal Activity 4 ↔ 100 Ghost Street: The Return of Richard Speck (2012)
- Battleship ↔ American Warships (2012) (Le titre initial American Battleship a été modifié après menace de procédure judiciaire)
- Le Hobbit : Un voyage inattendu ↔ La Légende des mondes (2012) (Le titre initial Age of the Hobbits a été modifié après procédure judiciaire)
- Iron Sky ↔ Nazis at the Center of the Earth (2012)
- The Dark Knight Rise ↔ Rise of the Black Bat (2012)
- Capitain America : Super Soldat ↔ Captain Battle : Legacy War (2012)
- L'Incroyable Hulk ↔ The Amazing Bulk (2012) / ?
- After Earth et Oblivion ↔ AE: Apocalypse Earth (2013)
- Pacific Rim ↔ Atlantic Rim (2013)
- Belle et Sébastien ↔ Le brave petit Berger
- Hansel et Gretel : Witch Hunters ↔ Hansel & Gretel (2013)
- Jack le chasseur de géants (Jack the Giant Slayer) ↔ G-War - La guerre des Géants (en) (Jack the Giant Killer) (2013)
- Hunger Games ↔ Starving Games (2013)
- Edge of Tomorrow ↔ Age of Extinction (Age of Tomorrow) (2014)
- Godzilla ↔ Croczilla / ?
- RoboCop ↔ Android Cop (2014)
- Pompéi ↔ Apocalypse Pompei (2014)
- Les Gardiens de la Galaxie ↔  Guardians of the Universe (2014) / Z Nation
- Expendables 3 ↔  Mercenaries (2014)
- Fury ↔ Ardennes Fury (2014)
- Interstellar ↔ The Moon
- Ant-Man ↔ The Boys
- Avengers : L'Ère d'Ultron ↔ Avengers Grimm (2015)
- Cinquante nuances de Grey ↔ Bound (2015)
- Seul sur Mars (The Martian) ↔ Martian Land (2015)
- Independence Day: Resurgence ↔ Independents' Day (2016)
- SOS Fantômes (Ghostbusters) ↔ Ghosthunters (2016)
- Les Sept Mercenaires ↔ Dead 7 (2016)
- Aquaman ↔ The Boys
- Strangers Things ↔ The Sneak Over' (2016)
- ça ↔ That (2017)
- Avengers: Infinity War ↔ Avengers Grimm: Time Wars (2018) / Gardians (2017)
- King Arthur: Legend of the Sword ↔ King Arthur and the Knights of the Round Table (2017)
- Suicide Squad ↔ Sinister Squad (2018)
- Black Panther ↔ The Boys
- Godzilla 2 : Roi des monstres ↔ Monster Island (2019)
- The Avengers : Endgame ↔ Avenger Dogs (2019)
- Aladdin ↔ Adventure of Aladdin (2019)
- Monster Hunter (film) ↔ Monster Hunters (2020)
- Bumblebee ↔  Homet (2020)
- Godzilla vs Kong ↔ Ape vs. Monster (2021)
- Once Upon a Time et Avengers : L'Ère d'Ultron ↔ Avengers Grimm
- Lara Croft: Tomb Raider ↔ Tomb Invader
- Flash ↔ The Boys
- Dune ↔ Planet Dune

### Anime
- Pokemon ↔ ? / Digimon / Dogmons
- Sailor Moon ↔ Winx Club ?
- Saint Seiya ↔ Guyver ?
- One Piece ↔ Pirates of the Caribbean ?
- Dragon Ball / Dragon Ball Z ↔ Super Kid (1994) / ?
- Fairy Tail ↔  Radians (2018-)

### Jeux vidéo
-Chrono Trigger ↔ Black Sigil  
-Kirby Adventure to Dreamland / Kirby and The Amazing Mirror / Kirby Super Star Ultra / Kirby Mouse Attack ↔ Dorémi Fantasy / Stickman Adventure / Cocoto Jump Platformer / The Legend of Starfy      
-Yoshi Gravity Dimension ↔ Crazy Chase     
-Yoshi : Touch and Go ↔ Eavy the Kiwi ?   
-Yoshi Island DS ↔ New Zealand Story Evolution  
-Drawn to Life ↔ Stickman Adventure   
-New Super Mario Bros DS ↔  Giana Sister DS    
-New Super Mario Bros Wii ↔ Giana Sisters : Twisted Dreams sur Wii U
-Super Mario 64 DS ↔ Croc / M&Ms Adventure
-Super Mario Galaxy ↔ Myth Makers : Trixie in Toyland  
-Super Mario Galaxy 2 ↔  Flip Twisted World 
-Mario Kart 64 ↔  Mickey Speedway US
-Mario Kart : Double Dash ↔ Pac-Man Rally   
-Mario Kart DS ↔ Cocoto Kart Racer /  M&Ms Kart / Cartoon Network Rally / Shrek Smash Crash Racing  
-Mario Kart Wii ↔  My Sims Racing / M&Ms Kart / Myth Maker Kart    
-Mario Kart 7 ↔  Hello Kitty Racing / Garfield Kart     
-Mario Slam Basketball / Mario Sport Mix ↔  EA Playground / Chuck E Sport
-Mario & Sonic aux Jeux Olympiques ↔ Ultimate Sport Collection DS / Winter Sport Games /   
-Mario Party DS / Mario Party 8 ↔  Pac-Man Party / Crash Boom Bang  / ?   
-WarioWare Touched ! / WarioWare D.I.Y ↔ 
-Wii Sport / Wii Sport Resort / Wii Music / Wii Play / Wii Party ↔ Deca Sport / Raquet Sport / Big Beach Sport / Big League Sport : Summer / Vacation Sports / Cyberbike : Cycling Sport / ...
-Sonic Rush / Sonic Chronicles : Dark Brootherwood ↔ 
-Sonic Colours ↔ Monster Tales    
-Sonic & Sega All Stars Racing ↔ Sonic Racers -
-Megaman (GBA, DS, WII) ↔ Mega Man Sprite Game 2 
-Pokemon Platine / Diamant et Perle ↔ Monster Rancher DS  
-Pokemon Noir et Blanc ↔ Monsters Racer   
-Pokemon donjon Mystery ↔   
-The Legend of Zelda : Ocarina of Time ↔ Kingsley Adventure (Playstation 1)   
-The Legend of Zelda : Phantom Ourglass / Spirit Track ↔ Tao's Adventure Curse of the Daemon Seal DS   
-The Legend of Zelda : Twilight Princess ↔ Azure Dreams ?
-The Legend of Zelda :Skyward Sword ↔ Myth Maker : The Orb   
-Mario & Luigi : Les Frère du Temps ↔ Contact DS  
-Mario & Luigi : Voyage au Centre de Bowser ↔ Contact DS ?
-Super Smash Bros 64 ↔ nickelodeon brawl game ?
-Super Smash Bros Melee ↔ Super Brawl 2 - Nickelodeon Super Brawl ?
-Super Smash Bros Brawl ↔ Cartoon Network Battle XXL ?